# Stulet nyår
Stulet nyår är en svensk TV-teater från 1978 i regi av Gunnel Broström. I rollerna ses Mai Zetterling, Margaretha Byström, Stefan Ekman och Ellika Mann.
Filmen bygger på en novell av Agnes von Krusenstjerna från 1934 och omarbetades till TV-manus av Inger Åby. Den sändes första gången den 27 februari 1978 i SVT1 och repriserades den 13 juli 1980 i samma kanal.